# سیارک ۹۰۰۵
سیارک ۹۰۰۵ (به انگلیسی: 9005 Sidorova، نامگذاری:1982UU5) نه هزار و پنجمین سیارک کشف شده‌است که در ۲۰ اکتبر ۱۹۸۲ کشف شد.
قدر مطلق سیارک برابر ۱۳٫۵۰ است.